# Powder Her Face
Powder Her Face est un opéra de chambre composé par le britannique Thomas Adès, sur un livret en anglais de Philip Hensher, créé en 1995 à Cheltenham. Le sujet de l'opéra fait référence à la « Dirty Duchess », Margaret Campbell, duchesse d'Argyll, dont les exploits sexuels ont été sources de rumeurs et ragots en Angleterre en 1963 lors de son divorce.

## Historique
Powder Her Face, premier opéra du compositeur Thomas Adès, est commandé par l'opéra d'Almeida pour le Festival de musique de Cheltenham en 1995. 
L'opéra est créé le 1er juin 1995 à Cheltenham, soit deux après la mort de Margaret Campbell, dans l'Everyman Theatre lors du Cheltenham Festival, sous la direction de Brad Cohen avec l'ensemble de l'Almeida Opera.Les critiques ont été relativement bonnes, mais l'opéra est devenu principalement connu pour la description musicale d'une fellation. La station de radio anglaise, Classic FM, l'a considéré non adaptée à une retransmission. 
Powder Her Face est créé en France en 2001 à Nantes mis en scène par Laurence Dale, puis est monté à Londres en 2008 (puis repris en 2010) au Royal Opera House mis en scène par Carlos Wagner et dirigé par Timothy Redmond. L'opéra est produit en 2013 lors du Festival d'opéra de Québec, sous la direction de Jonathan Stockhammer et mis en scène par Jay Scheib. Il est produit en première belge à La Monnaie de Bruxelles en 2015 sous la direction d'Alejo Pérez et mis en scène par Mariusz Treliński,. L'année d'après, il est représenté en première aux États-Unis à Oakland en Californie au West Edge Opera, sous la direction de Elkhanah Pulitzer et mis en scène par Chad Owens. En 2021, le Théâtre de l'Athénée Louis-Jouvet à Paris monte l'opéra dans une nouvelle production mise en scène par Julien Chavaz sous la direction musicale de Jérôme Kuhn avec l'orchestre de chambre Fribourgeois et Sophie Marilley dans le rôle principal,. 

## Description
Powder Her Face est un opéra de chambre en deux actes et huit scènes et un épilogue pour quatre chanteurs et quinze instrumentistes de deux heures environ. La partition allie plusieurs références musicales populaires telles que le music-hall, le jazz ou le tango. 

### Rôles

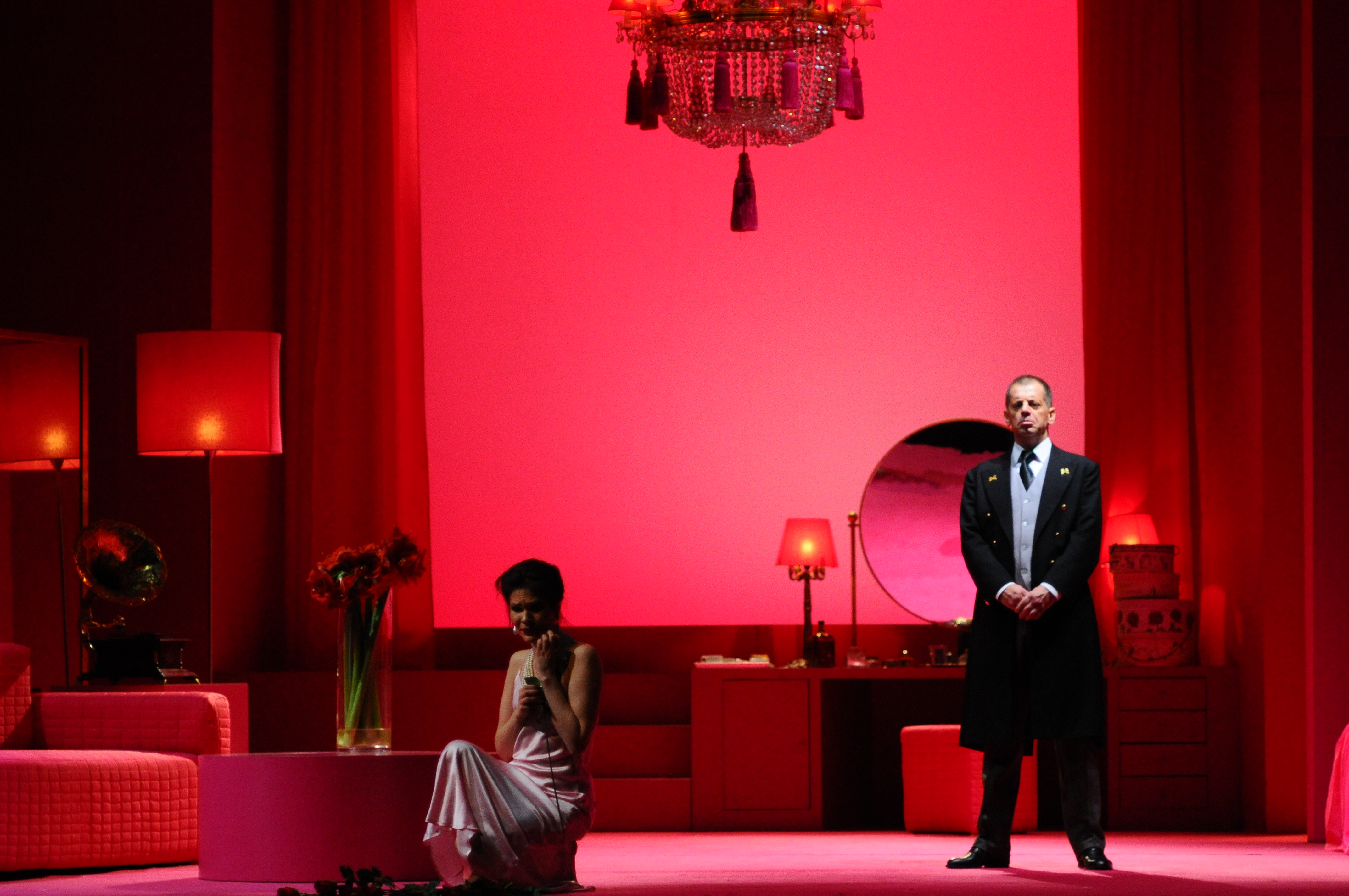
Représentation de Powder Her Face au Teatro communale de Bologne, en novembre 2010.

Les rôles de Powder Her Face comprennent les personnages suivants et la tessiture qui leur est associée ainsi que leur créateur, :
| Rôle                 | Voix    | Créateur         |
| -------------------- | ------- | ---------------- |
| La Duchesse          | soprano | Valdine Anderson |
| L'électricien        | ténor   | Niall Morris     |
| La femme de chambre  | soprano | Jill Gomez       |
| Le gérant de l'hôtel | basse   | Roger Bryson     |

### Effectif détaillé
- Bois : 3 clarinettes (jouant aussi 2 clarinettes basses), 1 clarinette contrebasse, 1 saxophone soprano, 1 saxophone alto, 1 saxophone basse ;
- cuivres : cor, trompette, trombone ;
- autres : percussionniste, harpe, piano, accordéon ;
- cordes : violon, violon II, alto, violoncelle, contrebasse.

## Argument
Une femme récemment divorcée épouse un riche duc. Mais ses mœurs légères la précipitent dans une lente descente aux enfers,.

### Acte I
- Scène 1 - 1990 : un électricien et une servante jouent dans une chambre d’hôtel à imiter la Duchesse d’Argyll (« What happened then, your Grace ? »). Celle-ci survient, surprise de trouver dans sa chambre deux personnes qu’elle ne connait pas, qui se moquent d’elle (« I see. This is what it has come to »). Un homme entre alors.

- Scène 2 - 1934 : la confidente de la duchesse et un assistant discutent de son récent divorce dans une maison de campagne. Le Duc fait une entrée impressionnante.

- Scène 3 - 1936 : la Servante observe Madame Freeling, devenue la Duchesse après avoir épousé le Duc, jalousant sa richesse (« Fancy. Fancy being rich »).

- Scène 4 - 1953 : la Duchesse fait appel au room service de son hôtel. Lorsque le serveur paraît, elle lui propose de rester auprès d’elle. Bien que ce dernier craigne pour son travail, il se laisse convaincre par une importante somme d’argent. Perdant contrôle, la Duchesse se jette dans ses bras pour une fougueuse étreinte (« How may I help you ? »).

- Scène 5 - 1953 : Pendant ce temps, le Duc rejoint sa maîtresse, légèrement ivre, revenant d’une fête où sa femme est restée. Questionné, il assure avoir une totale confiance en cette dernière, qui ne laisserait jamais un homme la toucher, bien qu’elle aime s’entourer d’admirateurs (« Is Daddy squiffy? »). Sa maîtresse l’informe alors des ragots circulant sur la Duchesse, selon lesquels son attitude ne serait pas si chaste. Mais voyant la colère du Duc monter, elle fait finalement mine de nier ces racontars, tout en dévoilant des détails sordides de ce que le Tout-Londres décrit de l’attitude de la Duchesse (« No. No. Don't you trust her? »). Elle lui dévoile finalement les preuves laissées derrière elle par la Duchesse, et qui attestent de sa mauvaise conduite. Elle espère ainsi donner à son amant les armes pour écarter sa rivale.

### Acte II
- Scène 6 - 1955 : devant le tribunal, deux curieux commentent le divorce du Duc et de la Duchesse qui vient d’être prononcé, et devisent sur la relation étrange qu’entretenait le couple (« Did she… Of course she did! »). De son côté, le juge se prépare à rendre son jugement. Malgré sa longue expérience, il n’a jamais eu à juger un tel cas. Tant et si bien que cette histoire le hante et le dérange. La perversion de la Duchesse lui faisant horreur, il lui impute l’ensemble des torts et la condamne (« Order. Silence. Justice. Order. Silence. Madam. »). À son passage, les curieux insultent la Duchesse. Cette dernière tente de faire bonne figure, se sachant jeune, belle, riche et encore aimée (« So that is all. I am judged »).

- Scène 7 - 1953 : la Duchesse donne une interview. Mais elle prévient la journaliste qu’elle n’acceptera pas d’évoquer certains sujets sensibles. La journaliste l’interroge sur ses secrets de beauté. Au fil de la discussion, la Duchesse dévoile sa solitude et son angoisse devant les évolutions de la société. Un livreur fait alors son apparition. Lorsqu’il lui présente ses factures, la Duchesse réalise qu’elle n’est plus en mesure de faire face à ses dépenses (« I'd like to make one thing entirely clear »).

- Scène 8 -1990 : dans sa chambre d’hôtel, la Duchesse interroge l’homme qui vient d’entrer. Ce dernier, le directeur de l’hôtel, vient lui réclamer le paiement de sa dette. Devant son incapacité à régler la somme due, il la chasse (« Who are you? How did you come in? »). Seule, elle jette alors un regard désespéré sur sa vie (« That will do. You may go »). Lorsque le Directeur revient la presser, elle tente de le séduire, sans succès. Elle part (« Your car is here. I am not quite ready »).

- Épilogue : Surgissant d’un coin de la chambre, l’Électricien et la Servante reprennent leurs jeux.